# Fantasia in re minore K 397
La Fantasia per pianoforte in Re minore K 397  venne composta a Vienna da Wolfgang Amadeus Mozart tra l'agosto e il settembre del 1782.
Questa fantasia non ha il carattere leggero e spensierato di altre composizioni mozartiane. Soprattutto all'inizio si può notare un carattere lontano dal suo tempo, più consono all'estetica romantica del secolo seguente.

In certi passaggi ad accordi pieni può ricordare Ludwig van Beethoven nelle sue sonate e le fantasie o gli improvvisi di Fryderyk Chopin. 
Sotto l'aspetto melodico Mozart dà fondo alla sua creatività, appoggiando la melodia su un ritmo scandito e alternando il tutto alla più consueta visione giocosa e lineare della tipica melodia accompagnata di tipo vocale.

Questi effetti di alternanza sono ottenuti ricorrendo al modo minore e mantenendo al tempo stesso un colore omogeneo. La fantasia in re minore di Mozart (in cui si sono cimentati nell'interpretazione grandi pianisti quali Glenn Gould) resta una pagina memorabile nella storia della musica classica, un equilibrio di forma e melodia e leggiadria nell'allegretto finale, un'indimenticabile pagina Mozartiana. 
Sembrerebbero attribuibili in modo certo a Mozart solo circa le prime 100 battute. La restante parte potrebbe essere dovuta ad A. E. Müller.